# World Tour w siatkówce plażowej 2010
World Tour w siatkówce plażowej 2010 składał się z 14 męskich turniejów i 15 turniejów żeńskich organizowanych przez FIVB. Odbyło się 6 turniejów Grand Slam. Po raz pierwszy turniej w Starych Jabłonkach otrzymał rangę Grand Slam.

## Zawody

### Klasyfikacja turniejów
| Grand Slam |
| Open       |

### Mężczyźni
| Turniej                                                                           | 1 miejsce                                                | 2 miejsce                            | 3 miejsce                                         | 4 miejsce                         |
| --------------------------------------------------------------------------------- | -------------------------------------------------------- | ------------------------------------ | ------------------------------------------------- | --------------------------------- |
| Brasilia Open Brasília, Brazylia 20 - 25 kwietnia                                 | Phil Dalhausser Todd Rogers 21-16, 21-12                 | Emanuel Rego Alison Cerutti          | Benjamin Insfran Bruno Oscar Schmidt 21-18, 21-12 | Pedro Cunha Thiago Santos Barbosa |
| Shanghai Open presented by City Beach Szanghaj, Chiny 3 - 8 maja                  | Harley Marques Pedro Solberg Salgado 21-15, 13-21, 17-15 | Julius Brink Jonas Reckermann        | Emanuel Rego Alison Cerutti 21-16, 12-21, 15-13   | Phil Dalhausser Todd Rogers       |
| Foro Italico Beach Volley Grand Slam Rzym, Włochy 18 - 23 maja                    | Phil Dalhausser Todd Rogers 23-21, 21-11                 | Emanuel Rego Alison Cerutti          | Adrián Gavira Pablo Herrera 21-17, 21-17          | Julius Brink Jonas Reckermann     |
| Myslowice Open Mysłowice, Polska 25 - 30 maja                                     | Phil Dalhausser Todd Rogers 21-15, 21-13                 | Adrián Gavira Pablo Herrera          | Julius Brink Jonas Reckermann 21-18, 21-14        | Emanuel Rego Alison Cerutti       |
| Grand Slam presented by Seat Moskwa, Rosja 9 - 14 czerwca                         | Wu Penggen Xu Linyin 21-17, 17-21, 17-15                 | Phil Dalhausser Todd Rogers          | Julius Brink Jonas Reckermann 21-17, 21-17        | Casey Jennings Brad Keenan        |
| Patria Direct Open Praga, Czechy 15 - 21 czerwca                                  | Phil Dalhausser Todd Rogers 21-15, 14-21, 15-11          | Emanuel Rego Alison Cerutti          | Julius Brink Jonas Reckermann 25-27, 21-19, 15-10 | Wu Penggen Xu Linyin              |
| ConocoPhillips Grand Slam Stavanger 2010 Stavanger, Norwegia 29 czerwca - 4 lipca | David Klemperer Eric Koreng 21-16, 21-14                 | Tarjei Skarlund Martin Spinnangr     | Phil Dalhausser Todd Rogers 21-17, 21-16          | Adrián Gavira Pablo Herrera       |
| 1 to 1 energy Grand Slam 2010 Gstaad, Szwajcaria 6 - 11 lipca                     | Phil Dalhausser Todd Rogers 21-18, 21-13                 | David Klemperer Eric Koreng          | Márcio Araújo Ricardo Santos 21-16, 21-15         | Grzegorz Fijałek Mariusz Prudel   |
| World Series 13 Marsylia, Francja 20 - 25 lipca                                   | Wu Penggen Xu Linyin 21-15, 21-19                        | Mārtiņš Pļaviņš Jānis Šmēdiņš        | Grzegorz Fijałek Mariusz Prudel 22-20, 21-17      | Florian Gosch Alexander Horst     |
| A1 Grand Slam 10 presented by Volksbank Klagenfurt, Austria 27 lipca - 1 sierpnia | Phil Dalhausser Todd Rogers 21-18, 21-19                 | Matt Fuerbringer Nick Lucena         | Emanuel Rego Alison Cerutti 21-18, 24-22          | Márcio Araújo Ricardo Santos      |
| Mazury Orlen Grand Slam Stare Jabłonki, Polska 3 - 8 sierpnia                     | Phil Dalhausser Todd Rogers 21-19, 21-19                 | Julius Brink Jonas Reckermann        | Márcio Araújo Ricardo Santos 21-14, 21-12         | David Klemperer Eric Koreng       |
| Otera Open Kristiansand 2010 Kristiansand, Norwegia 10 - 15 sierpnia              | Phil Dalhausser Todd Rogers 21-18, 21-12                 | Harley Marques Pedro Solberg Salgado | Emanuel Rego Alison Cerutti 15-21, 21-14, 15-12   | Márcio Araújo Ricardo Santos      |
| PAF Open Åland, Finlandia 17 - 22 sierpnia                                        | Phil Dalhausser Todd Rogers 24-22, 10-21, 15-13          | Márcio Araújo Ricardo Santos         | Wu Penggen Xu Linyin 22-24, 27-25, 15-12          | Adrián Gavira Pablo Herrera       |
| Milner Open Haga, Holandia 24 - 29 sierpnia                                       | Casey Jennings Brad Keenan 21-18, 18-21, 17-15           | Benjamin Insfran Bruno Oscar Schmidt | Matt Fuerbringer Nick Lucena 21-19, 15-21, 15-8   | Emiel Boersma Daan Spijkers       |

### Kobiety
| Turniej                                                                           | 1 miejsce                                             | 2 miejsce                          | 3 miejsce                                               | 4 miejsce                            |
| --------------------------------------------------------------------------------- | ----------------------------------------------------- | ---------------------------------- | ------------------------------------------------------- | ------------------------------------ |
| Brasilia Open Brasília, Brazylia 19 - 24 maja                                     | Juliana Felisberta Larissa França 21-15, 21-19        | Laura Ludwig Sara Niedrig          | Carolina Salgado Maria Clara Salgado 21-16, 21-16       | Jennifer Kessy April Ross            |
| Shanghai Open presented by City Beach Szanghaj, Chiny 4 - 9 maja                  | Jennifer Kessy April Ross 15-21, 21-16, 15-12         | Juliana Felisberta Larissa França  | Talita Antunes Maria Antonelli 21-19, 17-21, 15-11      | Nicole Branagh Misty May             |
| Foro Italico Beach Volley Grand Slam Rzym, Włochy 17 - 22 maja                    | Jennifer Kessy April Ross 21-19, 21-17                | Laura Ludwig Sara Niedrig          | Talita Antunes Maria Antonelli 21-15, 21-19             | Nicole Branagh Misty May             |
| Crown Seoul Open Seul, Korea Południowa 25 - 30 maja                              | Juliana Felisberta Larissa França 21-11, 21-18        | Angie Akers Tyra Turner            | Jennifer Kessy April Ross 15-21, 22-20, 15-8            | Talita Antunes Maria Antonelli       |
| Grand Slam presented by SEAT Moskwa, Rosja 8 - 13 czerwca                         | Xue Chen Zhang Xi 21-17, 21-19                        | Jennifer Kessy April Ross          | Juliana Felisberta Larissa França 21-18, 21-18          | Talita Antunes Maria Antonelli       |
| ConocoPhillips Grand Slam Stavanger 2010 Stavanger, Norwegia 28 czerwca - 3 lipca | Juliana Felisberta Larissa França 21-17, 21-17        | Talita Antunes Maria Antonelli     | Nicole Branagh Misty May 21-12, 16-21, 15-8             | Lenka Háječková Hana Skalníková      |
| 1 to 1 energy Grand Slam 2010 Gstaad, Szwajcaria 5 - 10 lipca                     | Juliana Felisberta Larissa França 21-17, 24-22        | Laura Ludwig Sara Niedrig          | Xue Chen Zhang Xi 21-17, 17-21, 15-13                   | Talita Antunes Maria Antonelli       |
| World Series 13 Marsylia, Francja 19 - 25 lipca                                   | Talita Antunes Maria Antonelli 21-17, 21-12           | Doris Schwaiger Stefanie Schwaiger | Barbara Hansel Sara Montagnolli 21-18, 19-21, 16-14     | Sanne Keizer Marleen Van Iersel      |
| A1 Grand Slam 10 presented by Volksbank Klagenfurt, Austria 26 - 31 lipca         | Juliana Felisberta Larissa França 21-13, 21-19        | Vivian Cunha Taiana Lima           | Laura Ludwig Sara Niedrig 21-15, 23-21                  | Barbara Hansel Sara Montagnolli      |
| Mazury Orlen Grand Slam Stare Jabłonki, Polska 2 - 7 sierpnia                     | Juliana Felisberta Larissa França 14-21, 25-23, 16-14 | Xue Chen Zhang Xi                  | Talita Antunes Maria Antonelli 23-21, 22-20             | Barbara Hansel Sara Montagnolli      |
| Otera Open Kristiansand 2010 Kristiansand, Norwegia 9 - 14 sierpnia               | Juliana Felisberta Larissa França 21-19, 22-20        | Xue Chen Zhang Xi                  | Carolina Salgado Maria Clara Salgado 13-21, 21-19, 15-8 | Jennifer Kessy April Ross            |
| PAF Open Åland, Finlandia 16 - 21 sierpnia                                        | Xue Chen Zhang Xi 16-21, 21-12, 15-12                 | Juliana Felisberta Larissa França  | Talita Antunes Maria Antonelli 21-18, 21-12             | Vivian Cunha Taiana Lima             |
| Milner Open Haga, Holandia 24 - 29 sierpnia                                       | Talita Antunes Maria Antonelli 21-19, 21-18           | Xue Chen Zhang Xi                  | Angie Akers Tyra Turner 21-17, 21-23, 15-12             | Sanne Keizer Marleen Van Iersel      |
| Sanya Open Sanya, Chiny 26 - 31 października                                      | Xue Chen Zhang Xi 22-20, 22-20                        | Laura Ludwig Sara Niedrig          | Jennifer Kessy April Ross 21-19, 21-14                  | Carolina Salgado Maria Clara Salgado |
| Phuket Thailand Open powered by PTT Phuket, Tajlandia 2 - 7 listopada             | Nicole Branagh Misty May 21-23, 21-14, 15-11          | Marta Menegatti Tyra Turner        | Carolina Salgado Maria Clara Salgado 21-17, 21-14       | Sanne Keizer Marleen Van Iersel      |